# بيان بن سمعان
بيان بن سمعان التميمي النهدي من الغلاة، وإليه تُنسب الطائفة البيانية. ادعى ألوهية علي بن أبي طالب، وقيل أنه ادعى النبوة. قتله خالد بن عبد الله القسري.

## سيرته
هو بيان بن زريق بن سمعان النهدي، ظهر بالعراق بعد سنة 100 هـ، وقال بألوهية علي بن أبي طالب وأن "فيه جزءًا لاهوتيًا متحدًا مع ناسونه"، ثم من بعده في ابنه محمد بن الحنفية، ثم في أبي هاشم عبد الله بن محمد بن الحنفية، ثم من بعده في بيان نفسه، وكتب بيان كتابًا إلى أبي جعفر الباقر يدعوه إلى نفسه وأنه نبي. قال الحلي: «ادعى النبوة وقال بالتناسخ، وكان يدعي في ابتداء أمره أنه خليفة أبي هاشم عبد الله بن محمد بن الحنفية، ولكن أدعى الرسالة بعده، وقال أنه هو المعني بقوله تعالى: ﴿هذا بَيانٌ لِلنَّاسِ‌﴾، قتله خالد بن عبد اللّه القسري في سنة 119 هـ.».
وذكر ابن تيمية أن بيان أول قال بتعطيل الصفات، وأن الجعد بن درهم أخذ عنه مقولته، قال ابن تيمية: «الشاهد أول من تكلم وتفوه بمقالة التعطيل هو الجعد بن درهم، من أين أخذها الجعد؟ الجعد أخذها عن بيان بن سمعان أو أبان بن سمعان التميمي، وبيان أخذها من طالوت، طالوت هذا ابن أخت لبيد بن الأعصم، خاله لبيد بن الأعصم، طالوت أخذها من لبيد بن الأعصم، ولبيد بن الأعصم هو الساحر الذي سحر النبي صلى الله عليه وسلم، وهذا ثابت في الصحيحين، ثم جاء الجهم بن صفوان الراسبي وتلقف هذه المقالة عن الجعد ونشرها بين الناس فنسبت إليه، ولهذا سمي كل معطل جهميًّا، وقد قبض عليه سلم بن أحوز والي خراسان، فقال له: اعف عني، قال: والله لو كنت في بطني لشققت بطني حتى أخرجك وأقتلك، فقتله رحمه الله.»